# Friedrich von Erdmannsdorff
Friedrich August von Erdmannsdorff (* 15. Mai 1772 auf Gut Strauch bei Großenhain, Kursachsen; † 26. Mai 1827 in Liegnitz) war preußischer Verwaltungsjurist. 

## Leben

### Herkunft
Friedrich August von Erdmannsdorff war ein Sohn aus der Ehe des sächsischen Kammerherrn Carl Friedrich von Erdmannsdorff und der Erdmuthe Madalena von der Sahla.

### Werdegang
Erdmannsdorf studierte ab Oktober 1790 Rechtswissenschaften in Wittenberg und machte dort nach zweieinhalb Jahren das juristische Examen. Anschließend machte er kameralistische Studien an der Universität Jena. Nach deren Abschluss folgte ein Jahr praktische Tätigkeit auf einem kursächsischen Justizamt. Durch Kontakte seiner Familie mit Minister von Heynitz konnte Erdmannsdorff nach Berlin wechseln. Dort war er seit 29. Januar 1795 als Assistent in der Expedition des westfälischen Provinzialdepartements eingesetzt. Am 20. August 1796 legte er das Rigorosum ab, das ihn als geeignet zur Führung eines Ratsamtes qualifizierte. Mit Wirkung zum 3. April 1797 wurde Erdmannsdorff zum Kammerassessor in Hamm befördert. Noch im Sommer desselben Jahres unternahm er mit Minister von Heynitz eine gemeinsame Reise durch Westfalen. Am 24. März 1799 erhielt er die Bestallung als Kammer- und Domänenrat in Hamm.
Erdmannsdorff übernahm in der Kriegs- und Domänenkammer zu Hamm den wichtigen Posten des Landtagskommissars für die Grafschaft Mark. Zusammen mit von Rappard, der für die klevischen Gebiete zuständig war, organisierte er 1805 und 1806 die Landtage für Kleve-Mark.
Nach dem Frieden von Tilsit und im Zuge der preußischen Reformen wechselte er 1809 als Regierungspräsident nach Glogau. Wegen der französischen Besetzung der Festung Glogau wurde seine Behörde aber alsbald nach Liegnitz verlegt. Von 1816 bis 1822 war er als Chef-Präsident in Kleve tätig. Nach Auflösung dieser Behörde kehrte er als Regierungspräsident (1823–1827) nach Schlesien zurück.